# Karita paludosa
Karita paludosa is een spinnensoort in de taxonomische indeling van de hangmatspinnen (Linyphiidae).
Het dier behoort tot het geslacht Karita. De wetenschappelijke naam van de soort werd voor het eerst geldig gepubliceerd in 1971 door Duffey.